# Рзаев, Ровшан Шукюр оглы
Ровша́н Шукю́р оглу́ Рза́ев (азерб. Rövşən Şükür oğlu Rzayev; род. 20 января 1962, Баку) — председатель Государственного комитета по делам беженцев и вынужденных переселенцев Азербайджана. Депутат Национального собрания Азербайджана II, III, IV, V созывов.

## Биография
Ровшан Рзаев родился 20 января 1962 года в Баку в семье государственного деятеля, генерал-майора юстиции Шукюра Рзаева. В 1986 году окончил исторический факультет Азербайджанского государственного университета, в 1993 году — юридический факультет того же вуза.

### Деятельность
С 1982 года занимал различные должности в Министерстве юстиции Азербайджана. В 2000 году был избран депутатом Национального собрания Азербайджана II созыва. Занимал должность заместителя председателя парламентского комитета по правовой политике и государственному строительству.
Являлся депутатом Национального собрания Азербайджана II, III, IV, V созывов.
5 июня 2009 года был избран членом правления общественного объединения «Азербайджанская община Нагорного Карабаха».
21 апреля 2018 года согласно распоряжению Президента Азербайджана назначен председателем Госкомитета по делам беженцев и вынужденных переселенцев.
Является членом наблюдательного совета Фонда возрождения Карабаха.